# Robert Ebner (Politiker)
Adolf Robert Ebner (* 4. Juli 1831 in Ulm; † 16. Januar 1894 ebenda) war ein deutscher Jurist und Mitglied der Zweiten Kammer der Württembergischen Landstände.

## Leben
Robert Ebner wurde 1831 als Sohn eines Buchhändlers geboren und studierte nach dem Besuch des Gymnasiums in Ulm Rechtswissenschaften an der Universität Tübingen. 1849 wurde er Mitglied der Burschenschaft Germania Tübingen. Nach seinem Studium arbeitete er als Rechtsanwalt in Ulm, war ab 1867 Mitglied des Bürgerausschusses und von 1869 bis 1893 Gemeinderat der Stadt Ulm und Stadtsyndikus. Ab 1891 war er Stadtrat und seit 1876 Landtagsabgeordneter der Stadt Ulm in der Zweiten Kammer der Württembergischen Landstände. Er war Mitglied der württembergischen Demokratischen Volkspartei (VP).